# Căprior (construcție)

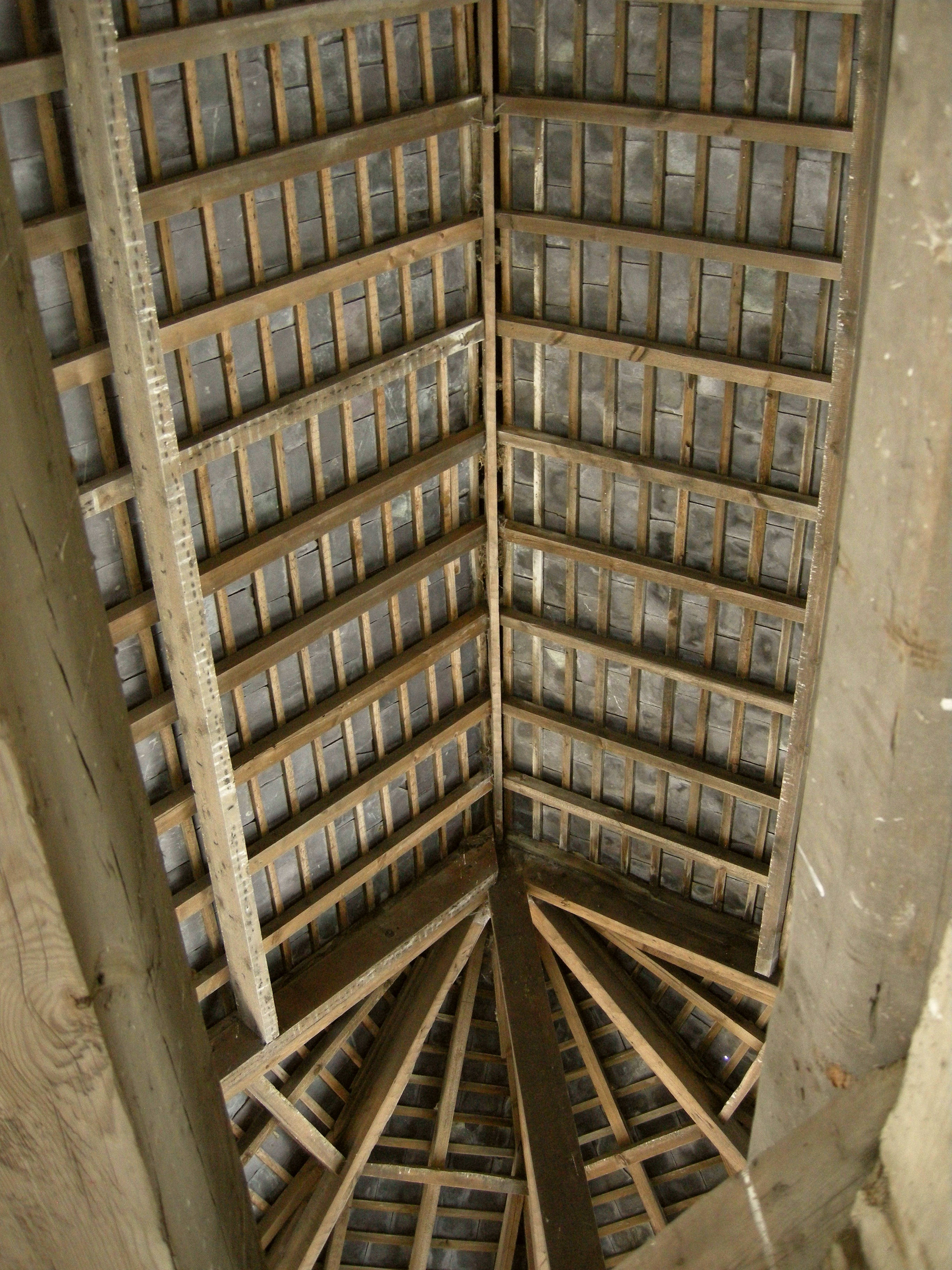

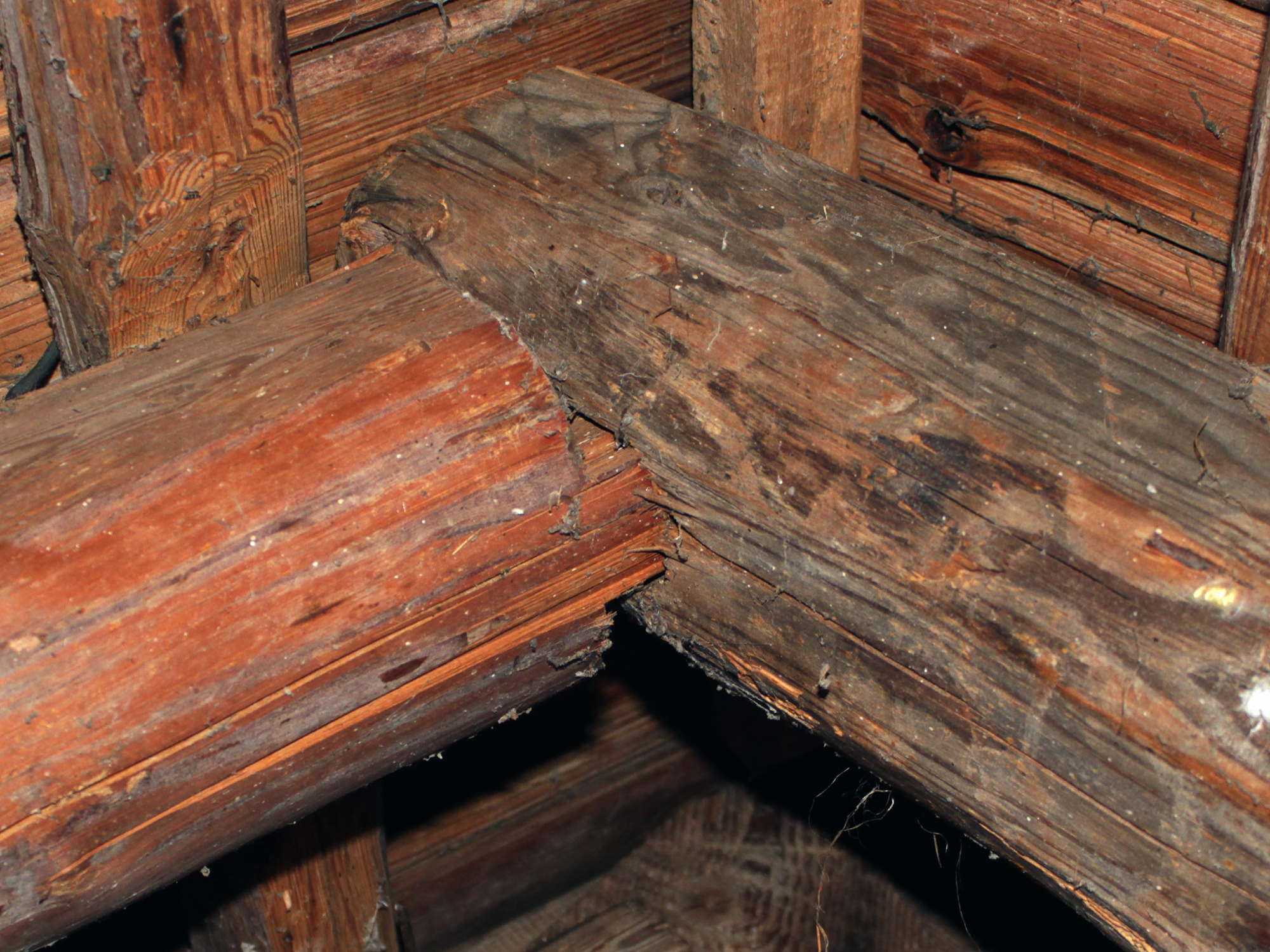
Cuplarea căpriorilor în partea de sus

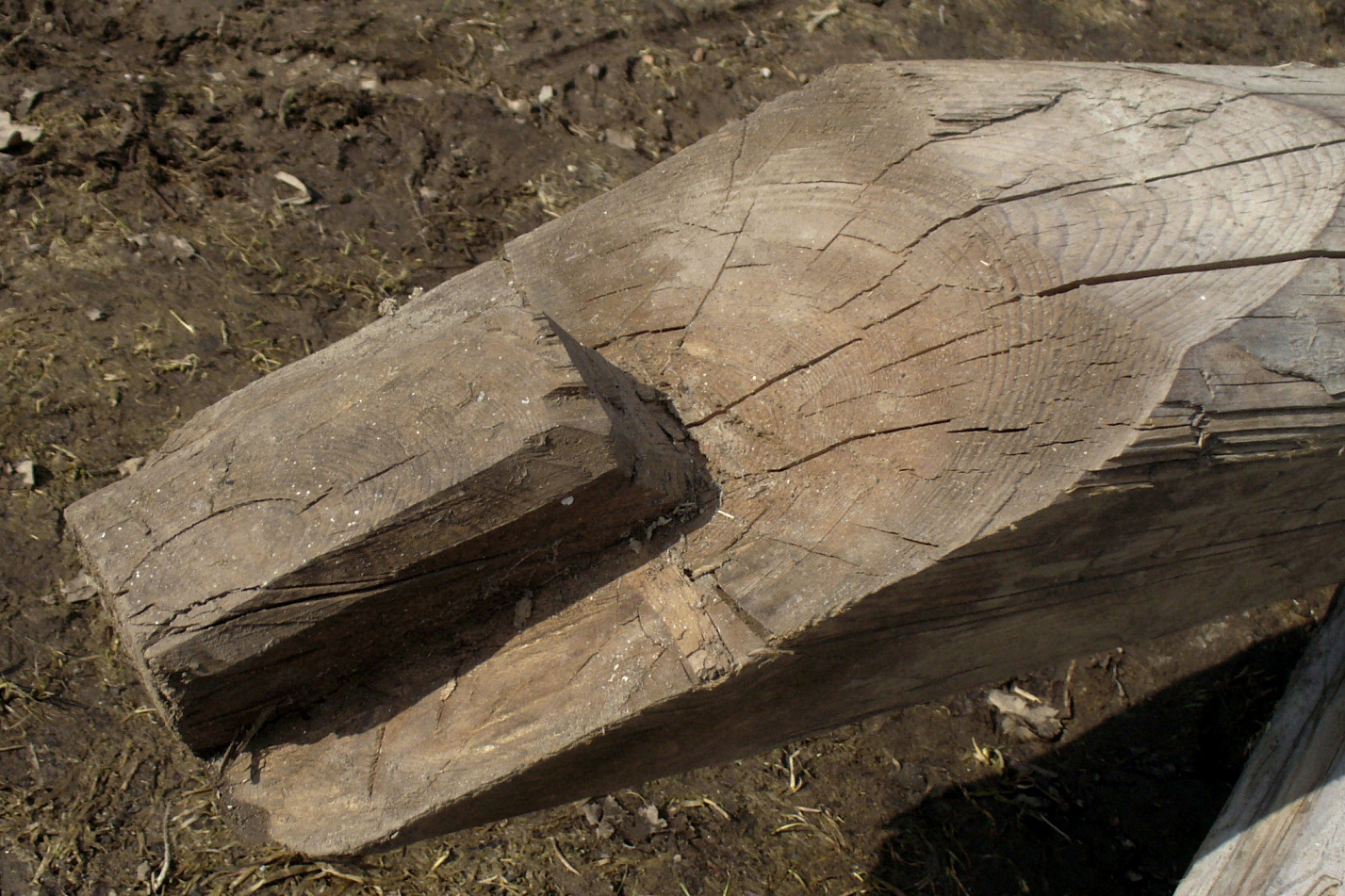
Capătul de jos al unui căprior, cu element de fixare

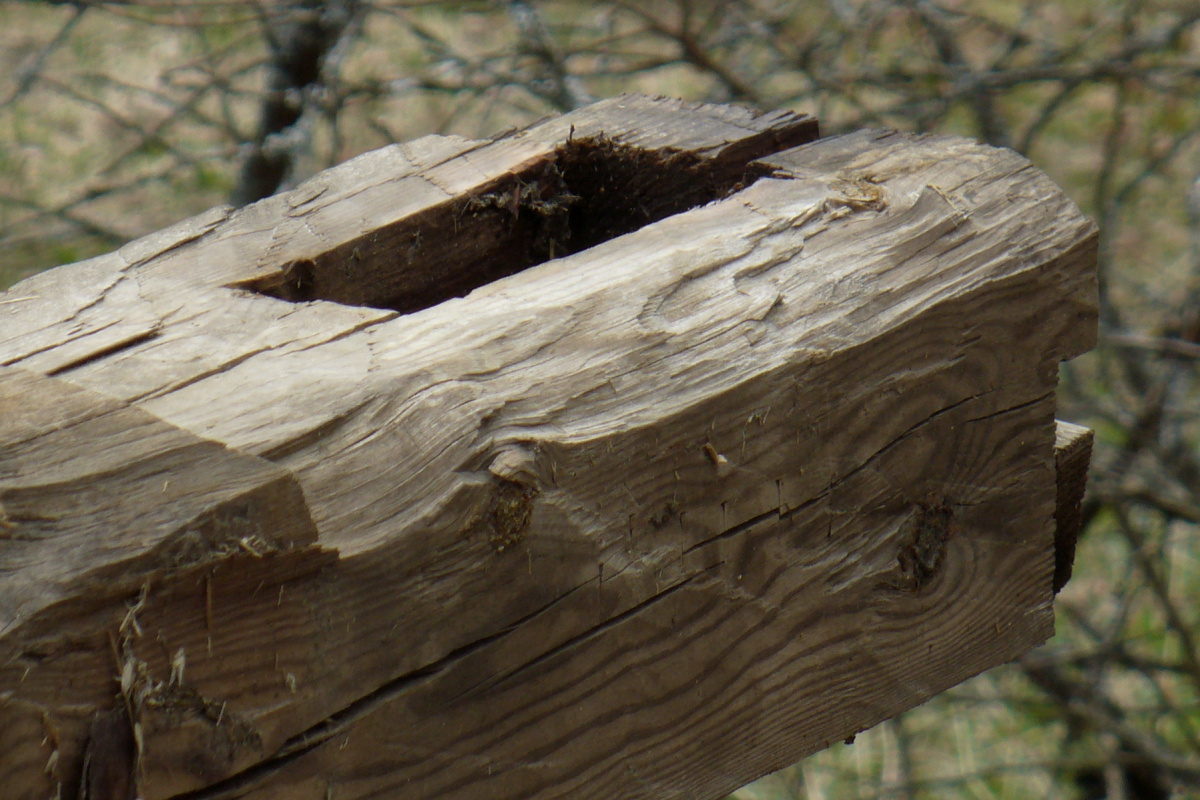
Grindă pe care se fixează căpriorul

Căpriorii sunt niște bârne încrucișate, puse cap în cap sub un anumit unghi, care fac parte din scheletul acoperișului unei case.

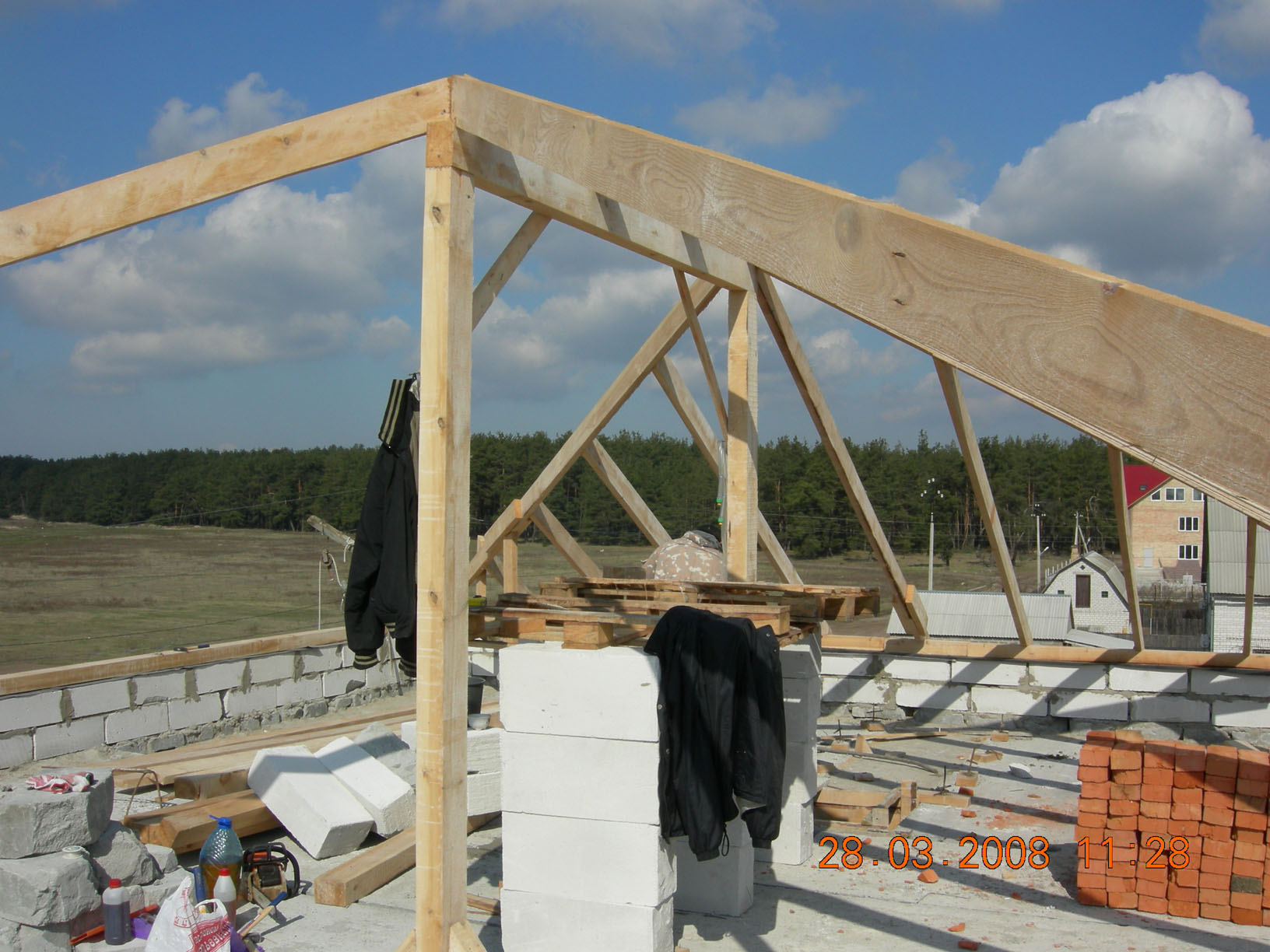
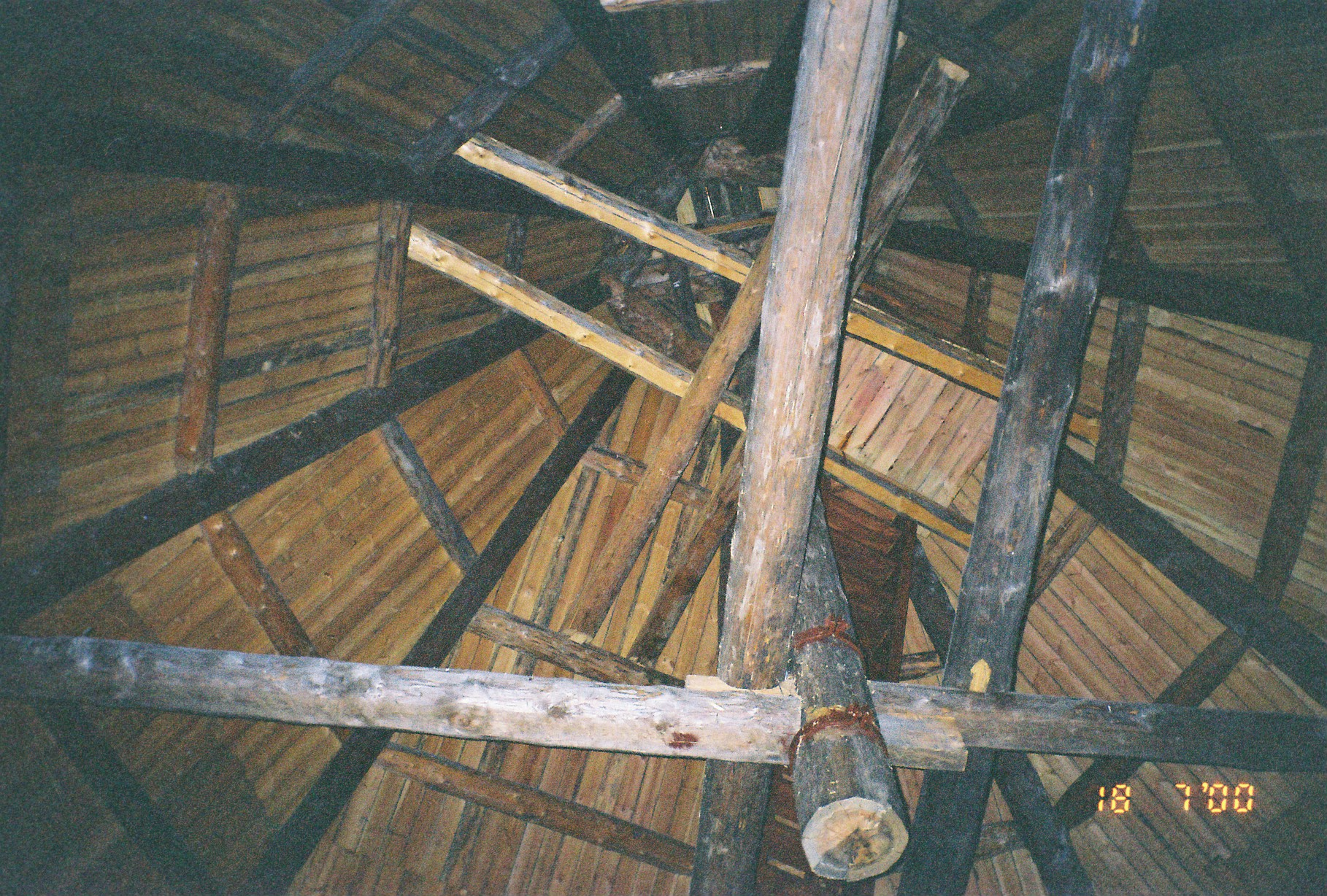
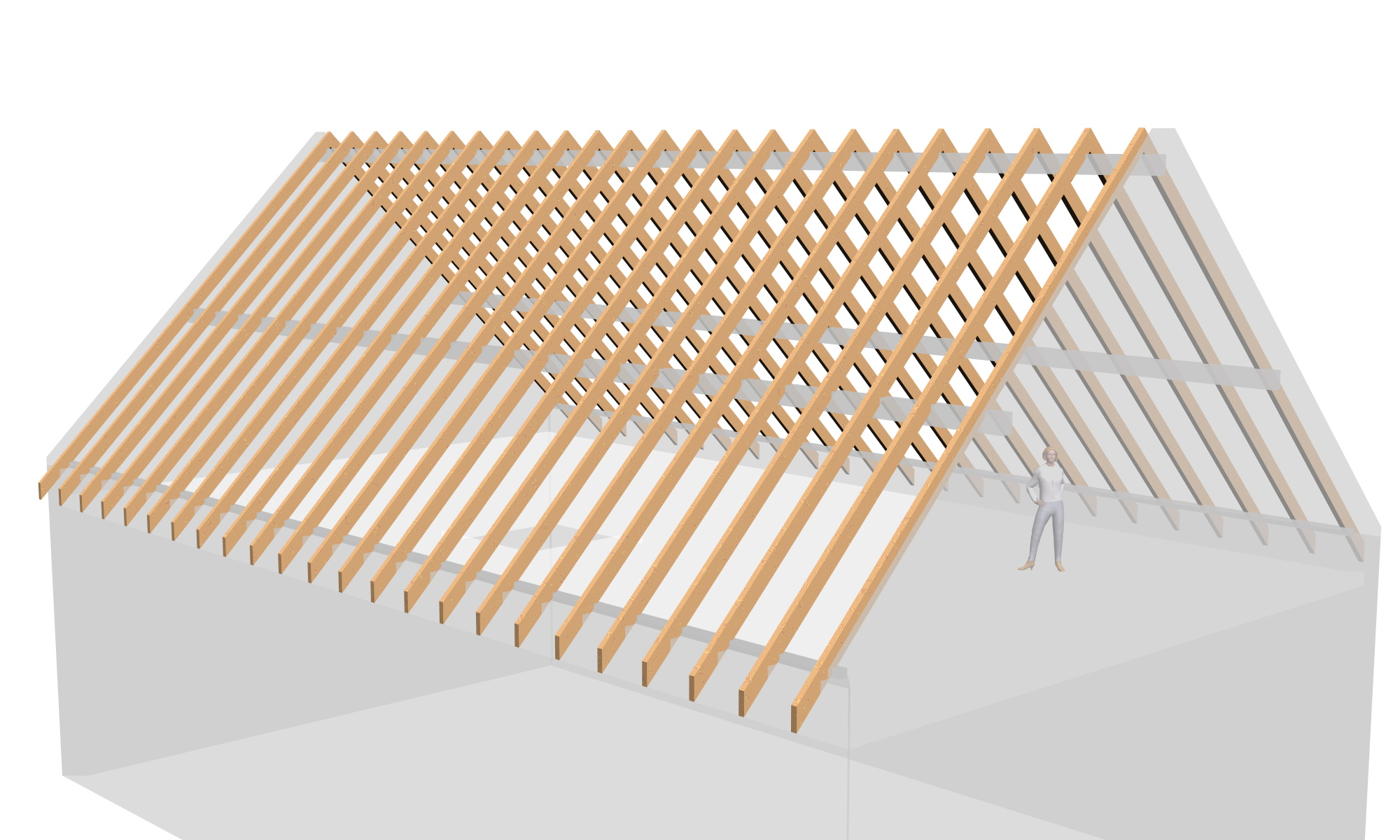